# Astragalus falconeri
Astragalus falconeri es una especie de planta herbácea perteneciente a la familia de las leguminosas. Es originaria del Asia.
Es una planta herbácea perennifolia originaria de Afganistán, China, la India, Pakistán y Tayikistán.

## Taxonomía
Astragalus falconeri fue descrita por  Alexander von Bunge y publicado en Mémoires de l'Académie Impériale des Sciences de Saint Pétersbourg, Septième Série (Sér. 7) 11(16): 4. 1868.
Etimología
Astragalus: nombre genérico derivado del griego clásico άστράγαλος y luego del Latín astrăgălus aplicado ya en la antigüedad, entre otras cosas, a algunas plantas de la familia Fabaceae, debido a la forma cúbica de sus semillas parecidas a un hueso del pie.
falconeri: epíteto
sinonimia
- Astragalus badachschanicus Boriss.
- Astragalus falconeri var. paucistrigosus K.T.Fu
- Astragalus hoffmeisteri var. pilosus Ali